# Edgar F. Codd
Edgar F. (Ted) Codd, Isle of Portland 19 augustus 1923 – Williams Island, Florida 18 april 2003, was een informaticus uit het Verenigd Koninkrijk. Hij werd bekend als de grondlegger van het invloedrijke relationele model voor databases.

## Biografie
Ted Codd werd geboren in Portland, een eiland aan de zuidkust van Engeland, en studeerde wiskunde en scheikunde aan de Universiteit van Oxford. Hij was piloot tijdens de Tweede Wereldoorlog in de Royal Air Force. Hij verhuisde in 1948 naar New York en ging voor IBM werken, verhuisde in 1953 uit ergernis over senator Joseph McCarthy naar Ottawa in Canada, maar keerde tien jaar later terug naar de Verenigde Staten. Hij promoveerde in de informatica van de Universiteit van Michigan in Ann Arbor, verhuisde twee jaar later naar San José in Californië om daar bij een researchafdeling van IBM te gaan werken en werkte in de jaren 60 en 70 aan zijn theorieën over gegevensmodellen, maar die werden tot zijn teleurstelling grotendeels door IBM genegeerd. Zijn ideeën werden met groot succes door Larry Ellison in de praktijk gebracht, oprichter van het database-bedrijf Oracle.
Codd werd in 1981 voor zijn werk de Turing Award toegekend.
Hij overleed op 79-jarige leeftijd als gevolg van een hartinfarct in Williams Island in Florida.

## Relationele model
Toen Codd zijn model ontwikkelde werd er van hiërarchische databases en netwerkdatabases gebruik gemaakt. Het is met deze modellen zo, dat de interne organisatie van de gegevens in de database en de wijze waarop een applicatie de gegevens kan benaderen op de toepassing ervan worden afgestemd. De applicatie wordt hierdoor snel, maar moet bij iedere verandering in de functionaliteit worden aangepast.
Codd loste dat probleem op met het relationele model. Dat model is er op gebaseerd dat de gegevens in tabellen zijn georganiseerd. Een applicatie zoekt de gegevens in deze tabellen, terwijl de database-software ervoor zorgt dat de gegevens optimaal in de database zijn georganiseerd. De database-software en de toenmalige computers deden er in de begintijd lang over, het kon uren duren voordat de gegevens beschikbaar waren. Tegenwoordig gebeurt het dat voor het samenstellen van een enkele webpagina verschillende database-query's op een relationele database worden uitgevoerd.
Codd publiceerde zijn ideeën in 1970.
Codds werkgever IBM, nog marktleider van de hiërarchische databases, begon met de ontwikkeling van een implementatie: System R. De eerste klant was Pratt & Whitney in 1977.
Oracle werd in 1979 een concurrent.
Codd heeft zich met verschillende publicaties tegen verkeerd gebruik van de aanduiding relationeel verzet door commerciële bedrijven. Hij stelde een aantal strenge wiskundige regels op waaraan een product moest voldoen om relationeel genoemd te mogen worden. Het begrip relationeel heeft in dit verband betrekking op het begrip relatie in de verzamelingenleer.

## Ontwerp
Het is belangrijk dat een database een goed ontwerp heeft. Op die manier worden vervelende bijwerkingen vermeden, zoals duplicatie van gegevens of het moeizaam veranderen van de structuur van de database. Daarbij spelen het conceptuele datamodel, functionele afhankelijkheid en databasenormalisatie.
1966: Alan J. Perlis ·
1967: Maurice V. Wilkes ·
1968: Richard Hamming ·
1969: Marvin Minsky ·
1970: J.H. Wilkinson ·
1971: John McCarthy ·
1972: Edsger Dijkstra ·
1973: Charles W. Bachman ·
1974: Donald E. Knuth ·
1975: Allen Newell, Herbert Simon ·
1976: Michael Rabin, Dana S. Scott ·
1977: John Backus ·
1978: Robert W. Floyd ·
1979: Kenneth E. Iverson ·
1980: Tony Hoare ·
1981: Edgar F. (Ted) Codd ·
1982: Stephen A. Cook ·
1983: Ken Thompson, Dennis M. Ritchie ·
1984: Niklaus Wirth ·
1985: Richard M. Karp ·
1986: John Hopcroft, Robert Tarjan ·
1987: John Cocke ·
1988: Ivan Sutherland ·
1989: William Kahan ·
1990: Fernando J. Corbató ·
1991: Robin Milner ·
1992: Butler Lampson ·
1993: Juris Hartmanis, Richard E. Stearns ·
1994: Edward Feigenbaum, Raj Reddy ·
1995: Manuel Blum ·
1996: Amir Pnueli ·
1997: Douglas Engelbart ·
1998: Jim Gray ·
1999: Frederick P. Brooks, Jr. ·
2000: Andrew Chi-Chih Yao ·
2001: Ole-Johan Dahl, Kristen Nygaard ·
2002: Ron Rivest, Adi Shamir, Leonard M. Adleman ·
2003: Alan Kay ·
2004: Vinton G. Cerf, Robert E. Kahn ·
2005: Peter Naur ·
2006: Frances E. Allen ·
2007: Edmund M. Clarke, E. Allen Emerson, Joseph Sifakis ·
2008: Barbara Liskov ·
2009: Charles Thacker ·
2010: Leslie Valiant ·
2011: Judea Pearl ·
2012: Shafi Goldwasser, Silvio Micali ·
2013: Leslie Lamport ·
2014: Michael Stonebraker ·
2015: Martin Hellman, Whitfield Diffie ·
2016: Tim Berners-Lee ·
2017: John L. Hennessy, David Patterson ·
2018: Yoshua Bengio, Geoffrey Hinton, Yann LeCun ·
2019: Patrick M. Hanrahan, Edwin E. Catmull ·
2020: Alfred Aho, Jeffrey Ullman ·
2021: Jack Dongarra ·
2022: Robert Metcalfe ·
2023: Avi Wigderson